# Astrit Ajdarević
Astrit Ajdarević (Pristina, Kosovo, 17 de abril de 1990) es un futbolista albanés, que cuenta con la nacionalidad sueca, que juega de centrocampista en el Akropolis IF de la Superettan. Es internacional con la selección de fútbol de Albania.

## Carrera internacional
Ajdarević fue internacional con la selección de fútbol de Suecia sub-17, sub-19 y sub-21.
Fue incluido en los preseleccionados de la selección sueca para la Eurocopa 2016, a la que, sin embargo, no fue convocado finalmente. Pocos meses después fue seleccionado con Suecia para la disputa de los Juegos Olímpicos de Río de Janeiro 2016, donde ejerció como capitán del combinado nórdico.
El 28 de octubre de 2017, y después de no haber debutado aún con la selección absoluta de Suecia, manifestó su deseo de jugar con la selección de fútbol de Albania, siendo convocado por el seleccionador albanés para un amistoso frente a la selección de fútbol de Turquía el 13 de noviembre de 2017.

## Clubes
| Club                             | País       | Año       |
| -------------------------------- | ---------- | --------- |
| Falkenbergs FF                   | Suecia     | 2006      |
| Liverpool F. C.                  | Inglaterra | 2007-2009 |
| Leicester City F. C. (cedido)    | Inglaterra | 2009      |
| Leicester City F. C.             | Inglaterra | 2009-2010 |
| Hereford United F. C. (cedido)   | Inglaterra | 2010      |
| Örebro SK                        | Suecia     | 2010      |
| IFK Norrköping                   | Suecia     | 2011-2012 |
| Standard Lieja                   | Bélgica    | 2012-2015 |
| Charlton Athletic F. C. (cedido) | Inglaterra | 2014      |
| Helsingborgs IF (cedido)         | Suecia     | 2015      |
| Örebro SK                        | Suecia     | 2015-2016 |
| AEK Atenas                       | Grecia     | 2016-2018 |
| Djurgårdens IF                   | Suecia     | 2019-2020 |
| Akropolis IF                     | Suecia     | 2021-     |

## Palmarés

### Títulos nacionales
| Título              | Club           | País   | Año  |
| ------------------- | -------------- | ------ | ---- |
| Superliga de Grecia | AEK Atenas     | Grecia | 2018 |
| Allsvenskan         | Djurgårdens IF | Suecia | 2019 |